# Хисато Сато
Хисато Сато (јап. 佐藤 寿人; 12. март 1982) јапански је фудбалер.

## Каријера
Током каријере је играо за ЈЕФ Јунајтед Чиба, Вегалта Сендај, Санфрече Хирошима и многе друге клубове.

## Репрезентација
За репрезентацију Јапана дебитовао је 2006. године. За тај тим је одиграо 31 утакмица и постигао 4 гола.

## Статистика
| Јапан  | Јапан   | Јапан  |
| Година | Наступи | Голови |
| ------ | ------- | ------ |
| 2006.  | 12      | 3      |
| 2007.  | 7       | 0      |
| 2008.  | 6       | 0      |
| 2009.  | 3       | 1      |
| 2010.  | 3       | 0      |
| Укупно | 31      | 4      |